# Lou Bohringer
Pour les articles homonymes, voir Bohringer.
Lou Bohringer, née le 4 octobre 1989 à Clamart, est une actrice française.

## Biographie
Elle est la fille de l'acteur Richard Bohringer et d'Astrid Marcouli.

## Filmographie

### Actrice

#### Longs métrages
- 2011 : Une nuit de Philippe Lefebvre
- 2014 : Les Souvenirs de Jean-Paul Rouve
- 2018 : L'Amour flou de Romane Bohringer

#### Courts métrages
- 2014 : Aller contre de Nora Burlet (Prix du jury au Dau'film Festival)[réf. nécessaire]
- 2015 : Le Sommeil des Amazones de Bérangère McNeese (Prix de la critique au FIFF)[réf. nécessaire]

#### Télévision
- 2003 : Poil de Carotte de Richard Bohringer
- 2009 : Mes chères études d'Emmanuelle Bercot
- 2012 : Au-delà des grilles de Jean-Pierre Mocky
- 2014 : Un père coupable de Caroline Huppert
- 2021 : L'Amour flou de Romane Bohringer

### Réalisatrice
- 2012 : Putain de lune (court-métrage)
- 2014 : L'Entretien (court-métrage)
- 2019 : Burned Field (court-métrage documentaire)

### Scénariste
- 2018 : L'Amour flou
- 2021 : L'Amour flou

## Publication
- 2016 : Cellule (publié sous le nom de Lou Marcouly Bohringer)

## Radio
- 2013 : chroniqueuse sur Radio Alma